# Ocularia albolineata
Ocularia albolineata är en skalbaggsart som beskrevs av Jean François Villiers 1942. Ocularia albolineata ingår i släktet Ocularia och familjen långhorningar.
Artens utbredningsområde är Gabon. Inga underarter finns listade i Catalogue of Life.